# Еверт Олексій Єрмолайович
Еверт Олексій Єрмолайович (4 березня 1857, Москва, Російська імперія — 12 листопада 1918, Можайськ, РРФСР) — російський військовий діяч, генерал від інфантерії (1911), генерал-ад'ютант (1915). Під час Першої світової війни командував російським Західним фронтом. Вбитий більшовиками.

## Біографія
Походив із дворянської родини, син колезького асесора. У 1876 році закінчив Олександрівське військове училище. Учасник російсько-турецької війни 1877—1878 років. У 1882 році закінчив Академію Генерального штабу, після чого у чині штабс-капітана служив при штабі Московського військового округу.
У 1882—1886 роках — старший ад'ютант 3-ї піхотної дивізії, у 1886—1889 роках служив у штабі Варшавського військового округу. Із 1888 року — офіцер для особливих доручень при командувачі Варшавського військового округу, із 1891 року — полковник. У 1893—1899 роках — начальник штабу 10-ї піхотної дивізії, у 1899—1900 роках — командир 130-го піхотного полку. У 1900—1903 роках — начальник штабу 11-го армійського корпусу, у 1903—1904 роках — начальник штабу 5-го армійського корпусу.
Під час російсько-японської війни — генерал-квартирмейстер польового штабу генерала О. М. Куропаткіна, начальник штабу 1-ї Маньчжурської армії.
У 1906—1908 роках — начальник Головного штабу. У 1908—1912 роках — командир 13-го армійського корпусу. Із 1912 року — командувач Іркутського військового округу і військовий отаман Забайкальського козацького війська. Генерал від інфантерії (1911).

### Перша світова війна
Із початком Першої світової війни призначений командувачем 10-ї армії, яка формувалася в районі Гродно. Армію планувалося використати для наступу на Берлін, але після розгрому російських військ під Танненбергом армія була змушена обороняти Польщу від німців і австрійців. Із 3 вересня 1914 року — командувач 4-ї армії, відзначився у Варшавсько-Івангородській операції. За успішні бойові дії був нагороджений орденом Святого Георгія 4-го ступеня.
Улітку 1915 року успішно оборонявся на Віслі. ￼2 вересня 1915 року призначений командувачем Західного фронту. У вересні 1915 року зміг вивести свої війська з-під загрози оточення в ході Великого відступу. Навесні 1916 року керував невдалою Нарочською операцією. Улітку 1916 року не зміг надати необхідну підтримку Південно-Західному фронту який в цей час вів Брусиловський прорив.

### Революція і загибель
Після Лютневої революції 1917 року знятий з посади і відправлений у відставку. Спершу жив у Смоленську, потім переїхав у Москву, а згодом перебрався у Верею. У вересні 1918 року був заарештований ВЧК і вбитий чекістами 12 листопада 1918 року в Можайську. Могила не збереглася.

## Нагороди
Був нагороджений орденами Святого Георгія, Святого Володимира, Святої Анни, Святого Станіслава, Олександра Невського, Білого Орла, а також золотою зброєю «За хоробрість». Також був нагороджений британським орденом Бані і французьким Орденом Почесного легіону.